# Droga krajowa B33 (Austria)
Droga krajowa B33 (Aggsteiner Straße) – droga krajowa Austrii. Arteria łączy południowe przedmieścia Krems an der Donau z miastem Melk. Arteria biegnie równolegle do koryta Dunaju. Na całej długości trasa posiada jedną jezdnię.

## Odgałęzienie B33a
Droga krajowa B33a – odgałęzienie od B33 położone kilkanaście kilometrów na zachód od Krems. Krótka – jednokilometrowa – trasa łączy przez most na Dunaju Mautern an der Donau z drogą B3.